# Holcolaetis cothurnata
Holcolaetis cothurnata is een spinnensoort in de taxonomische indeling van de springspinnen (Salticidae).
Het dier behoort tot het geslacht Holcolaetis. De wetenschappelijke naam van de soort werd voor het eerst geldig gepubliceerd in 1873 door Gerstäcker.